# Chrysoprasis chalybea
Chrysoprasis chalybea là một loài bọ cánh cứng trong họ Cerambycidae.